# Варфоломей Кутлумушский
 Варфоломей Кутлумушский (греч. Βαρθολομαίος Κουτλουμουσιανός; 22 декабря 1772, Глики, Имврос, Османская империя — 12 июля 1851, Афон) — греческий иеромонах, автор большого числа церковных работ, книгоиздатель и педагог.
Был схоларом (ректором) Богословской школы Константинопольской православной церкви, предшественницы Халкинской богословской школы.

## Биография

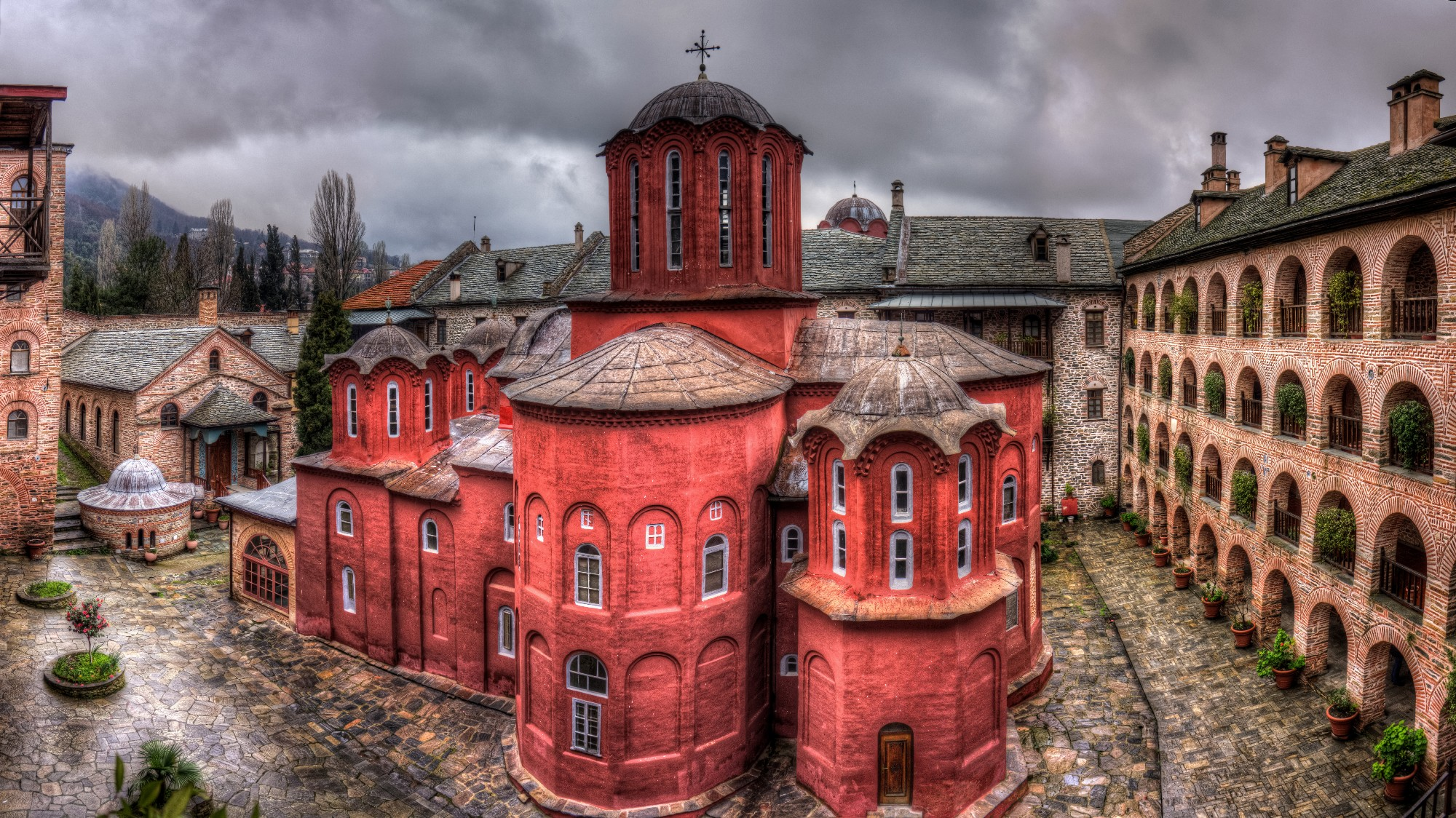
Монастырь Кутлумуш

Варфоломей Кутлумушский, в миру Василиос Стекас, родился 22 декабря 1772 года в селе Глики на острове Имврос. Он был одним из девяти детей Диамантиса и Параскеви Стекас.
Начальное образование получил на родном острове и в близлежащем (побережье Фракии) Эносе.
В 1793 году Василиос Стекас отправился в монастырь Кутлумуш на Афоне, поставив себе целью стать монахом. Он застал в Кутлумуше последних представителей так называемого «движения Колливадов» (противников европейского просвещения) и стал учеником Никодима Святогорца. Там он принял имя Варфоломей, впоследствии и получив известность, именовался по имени монастыря Кутлумушский (Κουτλουμουσιανός). В период своего десятилетнего пребывания в монастыре, он был хиротонисан во дьякона и священника.
В 1803 году он вернулся на родной остров, с целью создать начальную школу.
Вместе со своим братом Кириллом, Варфоломей создал школу в отцовском доме. Учеников было много, но Варфоломей осознавал недостаточность собственных знаний.
После трёх лет пребывания на острове и не сумев создать школу согласно своим пожеланиям, Варфоломей и его брат, иеромонах Кирилл, уехали в близлежащий Кидониес на малоазийском побережье, с целью продолжить свою собственную учёбу в греческой «Академии Кидониес».
Их учёба в Академии продлилась 3 года, среди их учителей были известные греческие просветители, такие как Г. Сарафис и Вениамин Лесбосский.
После успешного завершения учёбы в Кидониес, Варфоломей вернулся в 1809 году на Имврос и вновь попытался создать школу в подворье монастыря Кутлумуш.
Однако эпидемия чумы, которая поразила остров в 1814 году вынудила его уехать в Салоники.
Он остался в македонской столице, где зарабатывал себе на жизнь давая частные уроки, и пребывал там семь лет, до начала Греческой революции.
В конце февраля (по григорианскому календарю) 1821 года, Александр Ипсиланти с гетеристами перешёл реку Прут, подняв восстание в Молдавии и Валахии, после чего началось восстание в Пелопоннесе 25 марта 1821 года (юлианский календарь).
Последовали погромы и резня греческого населения по всей территории Османской империи. В первый день Пасхи 1821 года, 10 апреля, в Константинополе был повешен Григорий V.
События затронули и Салоники, где после того как восстало греческое население близлежащего к городу полуострова Халкидики, 18 мая турки приступили к массовой резне греческого населения.
Было вырезано около 2 тысяч человек. Отцу Иоанну, настоятелю кафедрального храма Святого Мины, были отрезаны руки и ноги. Епископ Мелетий I Китрский был отдан на растерзание черни и порезан на куски.
Богатые жители города, чьи дети были учениками Варфоломея, оказали содействие в спасении Варфоломея. Среди них был и гетерист Иоаннис Кавтанзоглу, отец ученика Варфоломея и будущего известного архитектора Лисандра Кавтанзоглу.
Вместе с семьёй Кавтанзоглу, Варфоломей бежал в Марсель, где пробыл до 1827 года.
Не располагаем информацией о его жизни и деятельности во Франции.

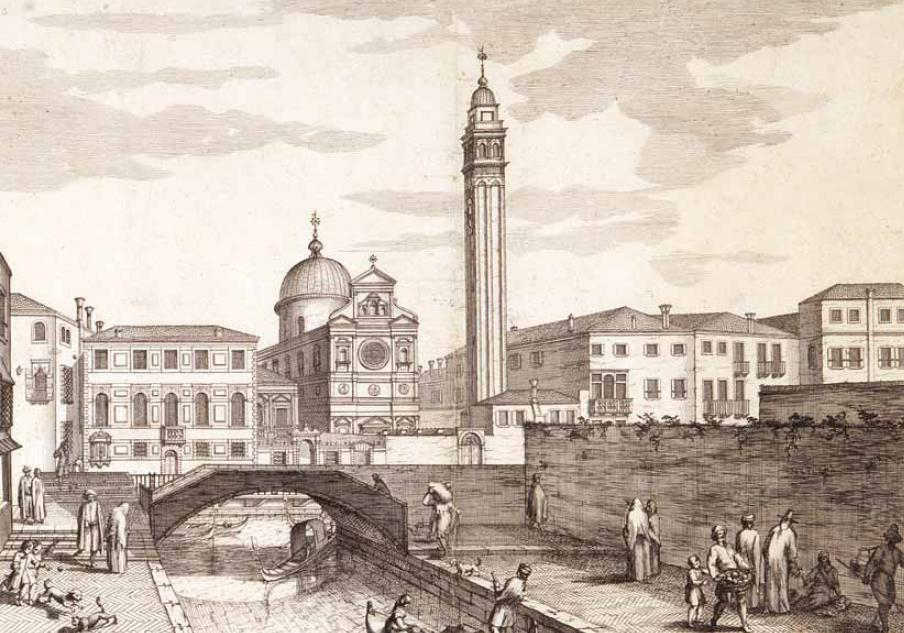
Школа Флангиниса (слева) и Святой Георгий греков (центр).

В 1827 году Варфоломей получил приглашение греческой общины Венеции стать священником церкви Святого Георгия греков и, одновременно, учителем в греческой Школе Флангиниса.
Варфоломей принял приглашение и оставался в Венеции до 1834 года.
В Венеции, параллельно с церковной и преподавательской деятельностью, он был активен в издательской деятельности.

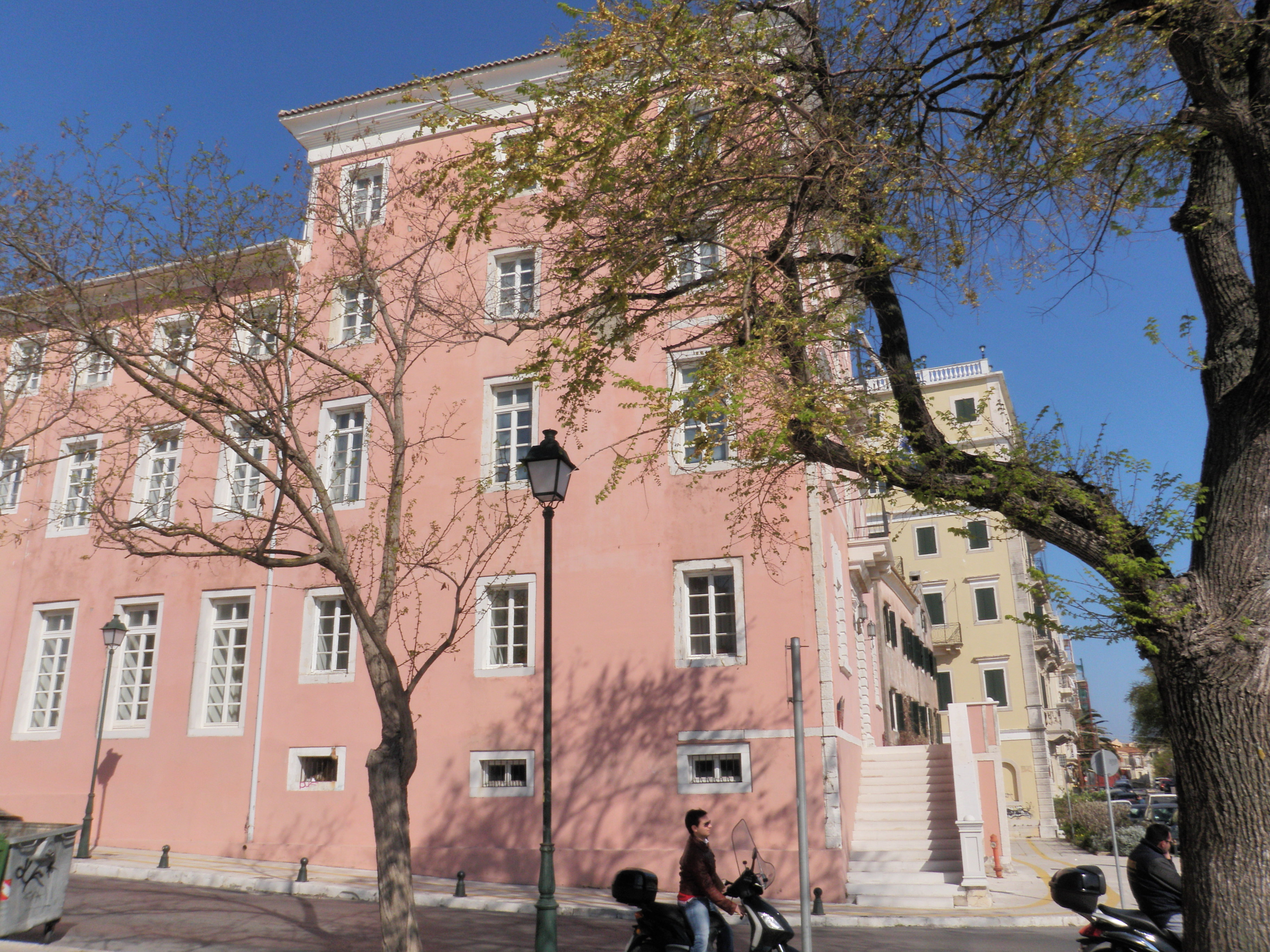
Ионическая академия (сегодня)

К этому Варфоломей был широко известен не только в церковных кругах, но и греческой интеллигенции диаспоры.
Андреас Мустоксидис пригласил его на находящийся под британским контролем остров Керкира, преподавать в Церковной школе при Ионической академии.
Через два года Варфоломей получил приглашение патриарха Григория VI и своих соотечественников вновь создать школу на Имвросе.
В 1839 году, по приглашению патриарха, он переехал в Константинополь преподавать и возглавить только что созданную Патриаршью богословскую школу в Фанаре.
Однако финансовые проблемы Школы не были разрешены и в 1840 году Школа была закрыта. После этого Варфоломей согласился преподавать в Торговой школе на острове Халки в Мраморном море .
В 1847 году он вернулся в Кутлумуш и параллельно преподавал в Афонской академии.
Варфоломей умер на Святой горе 12 июля 1851 года.

## Работы
«Богослов опыта и веры», как именует Варфоломея в своей работе архимандрит Димитриос Стратис, посвятил свою жизнь (об)учению молодёжи и подчёркивал: «там где сияют огни образования, там и народы более просвещены и массы более утончены, там верные идеи предшествуют поступкам, а добрые поступки подтверждают верность идей. Там и искусства и науки процветают, и более справедливые законы царят и права человека защищаются без нарушений и человек живёт счастливее».
Варфоломей Кутлумушский был автором многочисленных церковных (литургических) работ и, одновременно, критиком и издателем.
Значительными характеризуются предпринятые им усилия для восстановления церковных текстов в их первоначальном виде, без изменений и ошибок.
Он лично подготовил к печати одно из двух Евангелий из монастыря Иоанна Предтечи из Аркадии, которое было напечатано в Венеции в 1860 году типографией церкви Св. Георгия греков.
Он также исправил и подготовил к печати Минеи, которые были изданы в Венеции в 1843 году.
Иоанн Каподистрия, первый правитель воссозданного греческого государства, поручил Варфоломею составление молитвенника и книги катехизиса. Молитвенник был издан в Венеции в 1828 году.
В числе работ Варфоломея: Полный круг служебных Миней, Триодь (Постная Триодь), Малый Просевхитарий, Большой Часослов, исправленный им по благословению патриарха Константия Пентекострий (Цветная триодь).
Кроме церковных работ, Варфоломей является автором «Грамматики греческого языка» («Γραμματική της Ελληνικής Γλώσσης», 1828), исторических работ о своём родном Имвросе («Υπόμνημα ιστορικόν περί της νήσου Ίμβρου», 1845) и о монастыре Богородицы на острове Халки («Ιστορία της μονής της Θεοτόκου στη Χάλκη», 1846) и религиозно-философские «Таинство божественной любви» («Μυσταγωγία θείου έρωτος») и «Поцелуй ангелов» («Το φιλί των αγγέλων»).

## Сегодня
Судьбы родного села и школы созданной Варфоломеем были печальны.
Остров Имврос был освобождён греческим флотом в ходе Первой Балканской войны (1912—1913), однако в силу близости к Дарданеллам, на Лозаннской мирной конференции был передан Турецкой республике.
Одним из условий этой передачи было предоставление греческому населению острова самоуправления.
На момент подписания соглашений на острове функционировали 10 греческих школ, одна из них в Глики.
В 1927 году из 7 греческих школ острова функционировали только 4, одна из них в родном селе Варфоломея, в Глики.
Однако в дальнейшем все условия Лозаннского договора были попраны турецкими властями.
В 1964 году, согласно новому турецкому закону «eritme programi» преподавание греческого языка было запрещено, школа в Глики была конфискована и была передана турецкому предпринимателю, который использует её в качестве гостиницы.
Катализатором бегства населения стала организация турками на острове т. н. «Открытой сельскохозяйственной тюрьмы», после чего к произволу турецких властей и армии, переселяемых на остров турок и курдов с материка, прибавилось насилие бродящих по острову уголовников.
Сегодня родное село Варфоломея именуется Бадемли-кёю и насчитывает лишь 28 жителей. В этом греческом селе сегодня живут только 5 престарелых греков.
Уроженцем Имвроса является и сегодняшний Константинопольский патриарх Варфоломей, который не только постоянно упоминает своего земляка и тёзку заявляя что он носит его имя, но считает Варфоломея Кутлумушского своим ангелом-хранителем.
В том что касается работ Варфоломея Кутлумушского они продолжают издаваться по сегодняшний день.
В 2011 году состоялась презентация книги Г. Ксиноса «Тетрадь биографии», представляющая собой литературную историю жизни и деятельности Варфоломея Кутлумушского.
В 2014 году делегация Русской Православной церкви, прибывшая на празднование тезоименитства Патриарха Константинопольского Варфоломея, приняла участие в заупокойной литии по иеромонаху Варфоломею Кутлумушскому, в память о котором Патриарх Варфоломей получил свое монашеское имя.